# Sandviken, Sölvesborgs kommun

Sandviken är en ort i Mjällby socken i Sölvesborgs kommun.
Sandviken, som ligger strax söder om Siretorp, har ett fåtal bofasta, men består till största delen av fritidshus. Sandviken har en av de bästa badstränderna i Hanöbukten med en utmärkt sandstrand.
Sandviken är en del av den av SCB definierade och namnsatta småorten Siretorp och Sandviken.